# 16117 Herbst
16117 Herbst este o planetă minoră (asteroid), cu un diametru de 10,084 km, din centura de asteroizi. A fost descoperită pe 6 decembrie 1999 la Experimental Test Site⁠(d) de Lincoln Near-Earth Asteroid Research. 
Obiectul prezintă o orbită caracterizată de o semiaxă mare de 3,1815507 UAi, o excentricitate de 0,16, o înclinație de 6,93331 ° în raport cu ecliptica.